# Sud-Est SE 5003 Baroudeur

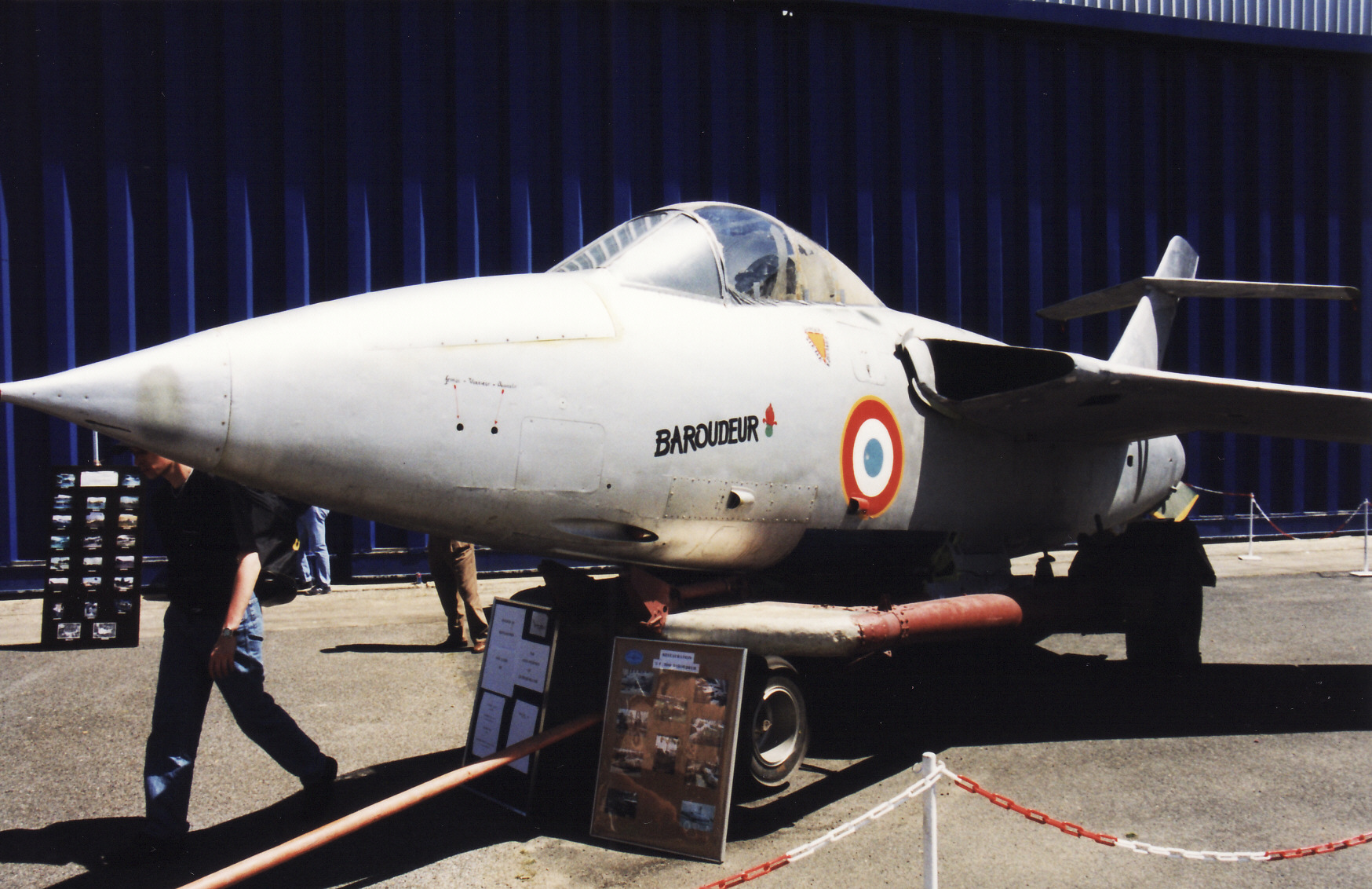
De bewaard gebleven "Baroudeur" op zijn trolley, in 1999

De Sud-Est SE 5000/5003 "Baroudeur" was een lichte eenmotorige straaljager, gebouwd door de genationaliseerde Franse vliegtuigbouwer SNCASE (Société nationale de constructions aéronautiques du Sud-Est). Van het toestel, met als voornaamste kenmerk het ontbreken van een landingsgestel, werden slechts vijf exemplaren gebouwd in de jaren 50.

## Oorsprong
In 1950 stelde Wsiewolod John Jakimiuk, een vliegtuigontwerper die voordien voor De Havilland Canada had gewerkt, zijn project voor aan SNCASE voor een licht gevechtsvliegtuig zonder landingsgestel. In de plaats daarvan was het bij het starten gemonteerd op een trolley met drie wielen. Eens voldoende snelheid ontwikkeld kwam het los van de trolley. Het toestel zou landen op uitklapbare skies. Dit systeem, dat de Duitsers in de Tweede Wereldoorlog reeds hadden beproefd met de Arado Ar 234-bommenwerper, had als voordeel dat het gewicht en de complexiteit van een intrekbaar onderstel vermeden werd. De trolley had grote banden met lage druk, zodat het toestel vanop onverharde pistes kon opstijgen.
Sud-Est van haar kant was op zoek naar nieuwe projecten omdat de licentiebouw van de De Havilland Vampire en de daarvan afgeleide De Havilland Mistral op hun einde liepen. Dankzij de opbrengst daarvan besliste de firma begin 1951 om met eigen middelen twee prototypes te financieren van de straaljager, die de naam SE 5000 "Baroudeur" kreeg.

## Beschrijving
De Baroudeur was een kleine eenmotorige transsonische tactische straaljager, aangedreven door een Snecma "Atar" 101-turbojet. De vleugels hadden een pijlstand van 35° en een licht negatieve dihedraal. De luchtinlaten bevonden zich achter de cockpit aan de vleugelwortels. Het verticaal staartvlak had een uitgesproken pijlstand en de horizontale staartvlakken waren op 2/3 hoogte van het verticale staartvlak aangebracht. Onder elke vleugel was een ophangpunt voor bewapening; meer waren er niet mogelijk omdat er door de negatieve dihedraal van de vleugels te weinig plaats was tussen de vleugel en de grond. Om te landen had de Baroudeur twee uitklapbare skies onderaan aan weerszijden van de romp en een derde, kleinere onderaan de staart. Het weglaten van het onderstel spaarde ongeveer 400 kg gewicht.
Het los wielstel of trolley was een stalen frame van ongeveer 1000 kg, voorzien van drie wielen op lage luchtdruk, op dezelfde positie geplaatst als een conventioneel onderstel, met een kleiner wiel onder de neus en twee grote ter hoogte van het zwaartepunt van het toestel. Met de lier van een Jeep kon de Baroudeur in minder dan een minuut op de trolley gehesen worden. De trolley was sterk genoeg om indien nodig ermee te landen.

## Ontwikkeling
Het eerste prototype vloog voor het eerst op 1 augustus 1953 te Istres. Het had een Snecma "Atar" 101C die later vervangen werd door een iets krachtigere 101D. Nadat de eerste proefvluchten goed waren verlopen, voerde Sud-Est een aantal demonstraties uit om de voordelen van het systeem aan te tonen; zo werd er gevlogen vanop het strand in La Baule, vanop gras en vanop keien. De Baroudeur kon ook opstijgen en landen met de trolley. Tevens kon de Baroudeur opstijgen op de skies, dus zonder trolley. Sud-Est kon de Franse overheid overtuigen en verkreeg in maart 1954 een contract dat de twee prototypes dekte plus drie pre-productie-exemplaren, die de aanduiding SE 5003 kregen.
Het tweede prototype vloog voor het eerst op 12 mei 1954. Het was op een aantal punten aangepast om diverse tekortkomingen te verbeteren die met het eerste prototype waren vastgesteld. Bij een routine-controle in de herfst van 1954 stelde men een aantal minuscule scheurtjes vast in de aanhechting van de vleugel aan de romp. Bij nader onderzoek bleken aan alle gaten in het stuk, een gietstuk uit de lichte aluminium-zinklegering zicral, scheurtjes voor te komen. De mechanische sterkte van het geheel was daardoor aangetast wat katastrofale gevolgen kon hebben. De beide prototypes werden uit de vlucht genomen en kregen een nieuw onderdeel, ditmaal in staal. Het testprogramma werd in 1955 hervat. Dat jaar gaven beide prototypes demonstraties op Paris Air Show.
In september 1955 vloog het eerste pre-productie-exemplaar. Het werd uitgerust met de instrumenten en bewapening die voor de eventuele serie-exemplaren waren bedoeld: twee vaste kanonnen van 30 mm terwijl bommen, raketlanceerders of extra brandstoftanks aan de twee ophangpunten onder de vleugel konden meegenomen worden.
De drie pre-productie-exemplaren kregen elk een andere versie van de Atar, met verschillende stuwkracht. Ze werden getest door de testpiloten van de Franse luchtmacht. Die hadden vooral kritiek op de trolley, die ze niet geschikt achtten voor operationeel gebruik, en op de geringe ruimte tussen de lading onder de vleugels en de grond. Tevens waren de manoeuvreerbaarheid op de grond en de prestaties bij het opstijgen op skies voor verbetering vatbaar.
In 1956 kreeg een Baroudeur die na een landingsongeval werd gerepareerd, de Atar 101E3 met 35 kN stuwkracht; daarmee verbeterden de prestaties zoals de glijafstand bij het opstijgen op skies, beduidend. Maar intussen was de interesse van de Franse luchtmacht voor het project bekoeld. Sud-Est schreef de Baroudeur nog in voor het NAVO-concours voor een licht gevechtsvliegtuig, hoewel het toestel zwaarder en krachtiger was dan wat de voorwaarden van dat concours voorschreven (dat gewonnen werd door de Fiat G91). De toestellen beëindigden hun carrière als doelwit op het schietveld van Cazaux. Een exemplaar is behouden en wordt gerestaureerd voor het luchtvaartmuseum in Le Bourget.